# Бразилски јасмин
Бразилски јасмин (Mandevilla sanderi (Hemsl.) Woodson) (syn. Dipladenia sanderi Hemsl.) име рода дао је Џон Линдли (John Lindley, 1799-1865)) енглески ботаничар, вртлар и орхидолог у спомен на Мандевила (Henry John Mandeville, 1773-1861) британског дипломату који је интродуковао многе биљке из Бразила у Европу. Епитет врсте дат је у част Сандера (Henry Frederick Conrad Sander, 1847-1920) који је бразилски јасмин учинио познатом у Европи.

## Опис врсте
Бразилски јасмин је вишегодишња полудрвенаста пузавица, чије стабљике могу достићи дужину 4,5 m у топлом климату. При повреди лучи млечно бели сок.
Листови су сјајни, кожасти до 6 cm дуги јајастог облика на врху зашиљени, тамнозелени и наспрамно распоређени.
Цветови дивље форме су су ружичасти, трубичасти, петочлани, у пупољку са спирално увијеном круницом карактеристичном за породицу Apocynaceae. Културни таксони имају црвене, ружичасте, беле или жуте цветове пречника 10-12 cm. Цветови су пријатног мириса, најинтензивнијег у вечерњим часовима . Дипладенија цвета од касног пролећа, током целог лета и ране јесени.
Плодови су апокарпне, ређе синкарпне многосемене чауре. Ретко се формирају на гајеним биљкама.

## Ареал
Мандевила је ендемит северног дела бразилске државе Рио де Жанеиро и култиген. Откривена је 1840. године и касније интродукована у Европу где су 1896. године почели да је гаје углавном Британци. У Медитерану је аклиматизована, док се у континенталном делу гаји као лончаница.

## Биоеколошке карактеристике
Изразити хелиофит па се недостатак светлости неповољно одражава на интензитет цветања. Термофилна је врста па јој је за презимљавање неопходна температура изнад 15 °C. Захтева растресит, пропустљив супстрат, а потребна су јој и честа орошавања. Тешко подноси места са сталним струјањем ваздуха.

## Значај
Основна примена је за вертиккално озелењавање ентеријера. Мандавили треба обезбедити неку чврсту подлогу коју она веома брзо обраста. Веома је осетљива на орезивање. Орезивање током вегетације изазива одбацивање листова, а често и угинуће биљке. Орезује се у касну јесен после цветања или у рано пролеће пре кретања вегетације. Орезивати са рукавицама јер лепљиви, млечни сок делује иритирајуће на кожу и слузокожу.

## Унутарврсни таксони
Познатији унутарврсни култивари Mandevilla sanderi су 'My Fair Lady' са ружичастим и белим цветовима; 'Red Riding Hood' са ружичастим цветовима; 'Scarlet Pimpernel' са црвеним цветовима жутог грла; `Sundaville Red Rote` са црвеним цветовима; `Sundaville Dark Red` са тамноцрвеним цветовима; `Sundaville Cream Pink` са светло ружичастим цветовима; `Sundaville Dark Pink` са тамнорозе цветовима...
Mandevilla sanderi је и основа за модерне хибриде. Синтеза украсних култивара почела је 1955. године у Данској, а тек када су и оплемењивачи из САД, Јапана, Француске Немачке... почели са радом на бразилском јасмину резултати су постали шире познати. Поред бразилског јасмина у хибридизацији је узело учешће неколико дивљих врста из Јужне Америке. Поред многих хибрида у новије време синтетисана је и серија 'Diamantina®'.